# Јуниверсити Парк (Ајова)
Јуниверсити Парк (енгл. University Park) град је у америчкој савезној држави Ајова. По попису становништва из 2010. у њему је живело 487 становника.

## Демографија
Према попису становништва из 2010. у граду је живело 487 становника, што је -49 (-9.1%) становника више него 2000. године.
| Група             | 2000.       | 2010.       |
| Белци             | 513 (95,7%) | 466 (95,7%) |
| Афроамериканци    | 3 (0,6%)    | 0 (0,0%)    |
| Азијати           | 1 (0,2%)    | 7 (1,4%)    |
| Хиспаноамериканци | 7 (1,3%)    | 4 (0,8%)    |
| Укупно            | 536         | 487         |